# Necyla bonhourei
Necyla bonhourei is een insect uit de familie van de Mantispidae, die tot de orde netvleugeligen (Neuroptera) behoort. 
Necyla bonhourei is voor het eerst wetenschappelijk beschreven door Navás in 1922.